# Ganito Kami Noon, Paano Kayo Ngayon?
Ganito Kami Noon, Paano Kayo Ngayon? é um filme de drama filipino de 1976 dirigido e escrito por Eddie Romero. Foi selecionado como representante das Filipinas à edição do Oscar 1977, organizada pela Academia de Artes e Ciências Cinematográficas.

## Elenco
- Christopher De Leon -  Nicolas "Kulas" Ocampo
- Gloria Diaz - Matilde 'Diding' Diaz Patron
- Leopoldo Salcedo - Fortunato 'Atong' Capili
- Eddie Garcia - Don Tibor
- Rosemarie Gil - Concordia
- Jaime Fabregas - Komandante